# Michael Friedrich Erdmann Heym
Michael Friedrich Erdmann Heym (* 7. November 1761 in Lieberose; † 26. Juli 1842 in Guben)  war ein deutscher Bürgermeister.

## Leben
Michael Friedrich Erdmann Heym war der Sohn des Zolleinnehmers Karl Joachim Erdmann Heym (* 7. November 1735 in Lieberose; † 20. Oktober 1794 ebenda) und dessen Ehefrau Johanna Katharina (26. Januar 1741; † 26. Oktober 1804 in Lieberose), Tochter des Predigers Sinner aus Atterwasch. Sein Urgroßvater Jeremias Heym (* 24. Dezember 1663 in Suhl; † 1716) und sein Großvater Michael Heym (* 13. Juni 1697; † 1776) waren Bürgermeister von Lieberose.
Er verließ das Elternhaus 1773, um das Lyzeum in Guben zu besuchen, dem damals Rektor Johann Gottlob Thierbach (1736–1782) vorstand. Am 12. April 1780 schrieb er sich als Student der Rechtswissenschaften an der Universität Leipzig ein und beendete sein Studium am 21. April 1784.
Am 1. Mai 1784 wurde er zum Notar ernannt. Darauf verpflichtete ihn die Oberamtsregierung (oberste Justiz- und Verwaltungsbehörde anstelle des alten Landvogteiamtes) in Lübben am 25. Juni 1784 zum Notar und am 30. Oktober desselben Jahres zum Advokaten der Markgrafschaft Niederlausitz. Auf seinen Antrag hin erhielt er vom Magistrat der Kreisstadt Guben die Genehmigung zum Betrieb der juristischen Praxis. In Guben wurde er am 5. Januar 1786 zum Stadtschreiber verpflichtet und erhielt am gleichen Tag das Bürgerrecht der Stadt Guben, das jeder erhielt, der ein städtisches Amt bekleidete. 1796 wurde er Stadtsyndikus und 1813 erfolgte seine Wahl zum Bürgermeister von Guben und im Januar 1814 auf dem Landtag in Lübben zum Landesältesten der Niederlausitz. 1831 gab er das Amt des Landesältesten zwar wieder auf, erhielt aber nach seiner Entlassung am 15. Dezember 1832 das damit verbundene Gehalt auf Lebenszeit; im gleichen Jahr wurde die preußische Städteordnung in Guben eingeführt, so dass er aus dem Gubener Magistrat ausschied, aber mit der Zusicherung eines Ruhegehaltes.
Michael Friedrich Erdmann Heym war seit dem 18. September 1787 mit Korona Eleonora, Tochter des Predigers Crecov aus Straupitz und Urenkelin des ehemaligen Rektors der Gubener Schule, Sigismund Cleemann, verheiratet. Von seinen fünf Kindern überlebte ihn nur die jüngste Tochter und sein jüngster Sohn:
- Wilhelmine Friederike Heym (* 27. Juni 1788; † 21. Juni 1828 in Beinrodiz in Russland), verheiratet mit dem kaiserlich russischen Staatsrat Dr. von Rouanet;
- Karoline Emilie Auguste (* 3. Dezember 1792; † 25. Dezember 1830 in Guben);
- Charlotte Philippine Heym (* 13. Juli 1798; † unbekannt), verheiratet mit Generalleutnant Ernst von Manstein;
- Rudolf Ewald Heym (* 10. August 1800 in Guben; † 5. Juli 1838 in Bad Reinerz), königlich preußischer Oberlandesgerichtsrat;
- Albert Heym (* 1. November 1808 in Lieberose; † 9. Dezember 1878 in Potsdam), Hofprediger und Seelsorger der vier letzten preußischen Könige.

## Ehrungen
Am 22. Dezember 1838 erteilte ihm der König Friedrich Wilhelm III. von Preußen den Titel eines königlichen Justizrates.